# Platyplectrus
Platyplectrus är ett släkte av steklar som beskrevs av Charles Ferrière 1941. Platyplectrus ingår i familjen finglanssteklar.

## Dottertaxa tillPlatyplectrus, i alfabetisk ordning[1][2]
- Platyplectrus aereiceps
- Platyplectrus aligheri
- Platyplectrus americana
- Platyplectrus babarabicus
- Platyplectrus bussyi
- Platyplectrus cadaverosus
- Platyplectrus chlorocephalus
- Platyplectrus coracinus
- Platyplectrus flavus
- Platyplectrus gannoruwaensis
- Platyplectrus japonicus
- Platyplectrus kuriani
- Platyplectrus laeviscuta
- Platyplectrus magniventris
- Platyplectrus malandaensis
- Platyplectrus medius
- Platyplectrus melinus
- Platyplectrus meruensis
- Platyplectrus nigrifemur
- Platyplectrus obtusiclavatus
- Platyplectrus orientalis
- Platyplectrus papillata
- Platyplectrus peculiaris
- Platyplectrus philippinensis
- Platyplectrus politus
- Platyplectrus pulcher
- Platyplectrus rugosus
- Platyplectrus rugulosus
- Platyplectrus taprobanes
- Platyplectrus truncatus
- Platyplectrus variegatus
- Platyplectrus variicolor